# Långsvan
Långsvan är en sjö i Skinnskattebergs kommun i Västmanland och ingår i Norrströms huvudavrinningsområde. Sjön är 15,2 meter djup, har en yta på 7,2 kvadratkilometer och befinner sig 68 meter över havet. Sjön avvattnas av vattendraget Gisslarboån.

## Delavrinningsområde
Långsvan ingår i det delavrinningsområde (662580-150030) som SMHI kallar för Utloppet av Långsvan. Medelhöjden är 96 meter över havet och ytan är 69,83 kvadratkilometer. Räknas de 16 avrinningsområdena uppströms in blir den ackumulerade arean 276,4 kvadratkilometer. Gisslarboån som avvattnar avrinningsområdet har biflödesordning 4, vilket innebär att vattnet flödar genom totalt 4 vattendrag innan det når havet efter 177 kilometer. Avrinningsområdet består mestadels av skog (66 procent). Avrinningsområdet har 7,28 kvadratkilometer vattenytor vilket ger det en sjöprocent på 10,4 procent.